# Deborah Copaken
Deborah Elizabeth Copaken (* 11. března 1966, Boston) je americká spisovatelka židovského původu, autorka sedmi bestsellerů, novinářka, fotografka a fotoreportérka oceněná cenou Emmy. Ve svých románech, memoárech a esejích se často zabývá tématy jako je rodina, práva žen a mezigenerační vztahy.
Je absolventkou Harvardovy univerzity. V letech 1988 až 1992 pracovala jako fotoreportérka a její fotografie se objevily v Time, Newsweek, The New York Times a v mnoha dalších mezinárodních novinách a časopisech. Dalších šest let se věnovala televizní žurnalistice, pracovala pro stanice ABC a NBC. Své příspěvky publikovala v časopisech The New Yorker, New York Times, The Guardian, The Financial Times, Observer, The Wall Street Journal a dalších. Podílela se na scénáři k seriálu Netflixu Emily in Paris nominovaném na cenu Emmy/Zlatý glóbus.

## Biografie
Deborah Copaken se narodila v Bostonu ve státě Massachusetts. Otec Richard Daniel Copaken byl spolupracovníkem Bílého domu a právníkem. Deborah má tři sourozence a vyrůstali v Marylandu, nejprve v Adelphi a od roku 1970 v Potomacu. V roce 1988 absolvovala Copaken Harvardovu univerzitu.
Před zahájením spisovatelské kariéry působila v letech 1988–1992 jako válečná fotografka a v letech 1992–1998 jako televizní producentka v televizích ABC a NBC. Pro společnost ABC pracovala v Paříži a Moskvě a věnovala se natáčení konfliktů v Zimbabwe, Afghánistánu, Rumunsku, Pákistánu, Izraeli, Sovětském svazu a na dalších místech. Nejprve pracovala jako producentka v pořadu Day One v ABC News, kde získala cenu Emmy, poté v Dateline NBC.
V roce 2001 vydala vzpomínky na své zkušenosti z válečné fotožurnalistiky s názvem Shutterbabe. Její první román o ženě, která je posedlá dávným zmizením své kamarádky z dětství, Between Here and April, vyšel v roce 2008 a získal cenu čtenářů časopisu Elle. V roce 2009 vydala knihu komiksových esejů Hell is Other Parents (Peklo jsou jiní rodiče), z nichž některé vyšly v New Yorker a New York Times.
Její druhý román, The Red Book (Červená kniha, 2012), se stal bestsellerem a byl nominován na Women's Prize for Fiction. Sleduje osudy čtyř žen, které se sešly na svém výročním setkání po mnoha letech od ukončení studií na Harvardově univerzitě. Příběh mapuje jejich životní cesty od studentských let až po střední věk a zaměřuje se na jejich vzájemné vztahy, osobní úspěchy a selhání.
V letech 2016 a 2017 vydala ve spolupráci s ilustrátorem Randym Polumbem dvě knihy literatury faktu, The ABCs of Adulthood (Abeceda dospělosti) a The ABCs of Parenthood (Abeceda rodičovství). Její poslední kniha Ladyparts (2021) pojednává o ženském zdraví a vlastní zkušenosti s rakovinou prsu.
Copaken psala články pro The New Yorker, The New York Times, Observer, The Atlantic, Business Insider, The Nation a další, fotila pro CNN, v Pákistánu natočila dokument pro CNN, vystupovala jako moderátorka ve hrách The Moth, Afterbirth a Six Word Memoir. Stala se scenáristkou seriálu Netflixu Emily in Paris nominovaného na cenu Emmy/Zlatý glóbus.
V roce 1992 se přestěhovala do New Yorku. Zasnoubila se s Paulem Koganem a v roce 1993 se za něj provdala. Mají tři děti, Jacoba (* 1995), dceru Sašu (* 1997) a syna Lea (* 2006). V roce 2018 se s Koganem rozvedla, povedlo se jim to bez právní pomoci za zlomek ceny, kterou by jinak museli za právníky utratit.

## Dílo
- Shutterbabe: Adventures in Love and War (2001) ISBN 9781840184297
- Between Here and April (2008) ISBN 9781565125629
- Hell Is Other Parents: And Other Tales of Maternal Combustion (2009) ISBN 9781401340810
- The Red Book (2012) ISBN 9781844089017
- The ABCs of Adulthood: An Alphabet of Life Lessons (2016) ISBN 9781452151915
- The ABCs of Parenthood: An Alphabet of Parenting Advice (2017) ISBN 9781452152905
- Ladyparts (2021) ISBN 9781984855473